# سعيد آزاد
سعيد آزاد (14 أغسطس 1964 - ) (بالأردوية: سید آزاد)‏ (بالإنجليزية: سید آزاد)‏ هو لاعب كريكت باكستاني.

## وصلات خارجية
- سعيد آزاد على موقع إي آس بي آن كريك إنفو (الإنجليزية)